# 제1차 낙동강 돌출부 전투
제1차 낙동강 돌출부 전투는 6.25 전쟁 초기인 1950년 8월 5일부터 19일까지 유엔군사령부(UN)와 조선인민군(KPA)이 영산(창녕군 영산)과 낙동강 일대에서 벌어진 교전을 일컫는 말이다. 낙동강 방어선에서 이루어진 전투 중 하나이며, 동시에 벌어진 여러 대규모 전투 중 하나이기도 하다. 이 전투는 미군에서 온 증원군이 북한의 사단을 파괴하면서 UN의 승리로 끝났다.
8월 5일, 조선인민군 제4보병사단이 영산 근처의 낙동강을 건너 북쪽에 있는 UN의 보급로를 차단하고 교두보를 확보하려 부산 교두보를 침략하려 했다. 그 반대편에는 미국 제8군의 제24보병사단이 있었다. 이후 2주 동안 미군과 조선인민군 사이에 혼란스러운 공격과 반격의 연속으로 양 진영 모두 많은 사상자를 만들어내는 유혈극을 빚었으나, 그 어느 쪽도 우위를 점하지 못한 채 교착 상태에 빠졌다. 결국 증원과 공중에서의 지원, 중화기 등의 지원을 받은 미국이 공급 부족과 탈영률이 높아 어려움을 겪고 있던 조선인민군에 공격을 가했다. 이 전투는 병력과 장비에서 우위를 점하며 이전 전투에서 승리를 거두었던 조선인민군에게 전쟁의 전환점이 되었다. UN군은 이제 M4 셔먼 전차와 조선인민군 T-34 전차를 격파할 수 있는 중화기를 포함하여 수적으로나 장비에서 우위를 점하게 되었다.

## 배경

### 전쟁의 발발
1950년 6월 25일 조선민주주의인민공화국의 대한민국 침공으로 한국 전쟁이 발발하자, 유엔은 대한민국을 지원하기 위해 병력을 파견하기로 결정했다. 이후 미국은 북한의 침공을 저지하고 대한민국이 붕괴하는 것을 막기 위해 한반도에 지상군을 투입했다. 그러나 제2차 세계 대전이 끝난 지 5년이 지난 시점에서 극동 주둔 미군은 꾸준히 감소해 왔으며, 당시 가장 가까운 병력은 일본에 주둔한 제24보병사단이었다. 이 사단은 병력이 부족했고, 군비 지출 감소로 인해 대부분의 장비가 노후화되었다.
제24보병사단은 조선인민군의 초기 진격을 막아내고, 더 큰 조선인민군 부대의 진격을 지연시켜 증원군이 도착할 시간을 벌기 위해 한국에 파견된 최초의 미군 부대였다. 그 결과 이 사단은 제1기병사단과 제7보병사단 및 제25보병사단, 그리고 기타 제8군 지원 부대가 전개할 시간을 벌기 위해 몇 주 동안 조선인민군을 지연시키려 홀로 싸웠다. 7월 5일, 미군과 조선인민군 간의 첫 교전인 오산 전투에서 제24사단의 선발대는 큰 패배를 겪었다. 스미스 특수임무부대의 패배 이후 한 달 동안, 제24사단은 우세한 조선인민군의 병력과 장비에 반복적으로 패배하며 남쪽으로 밀려났다. 제24사단의 연대들은 전의-조치원, 천안, 평택 전투에서 체계적으로 남쪽으로 밀려났다. 제24사단은 대전 전투에서 마지막으로 저항했으나 거의 전멸했으며, 조선인민군을 7월 20일까지 지연시켰다. 이때까지 제8군 전투 병력은 해당 지역을 공격하는 조선인민군 병력과 거의 비슷해졌으며, 매일 새로운 UN 부대가 도착하고 있었다.

### 북한의 진격
대전이 점령되자 조선인민군은 낙동강 방어선을 포위하여 완전히 에워싸려 했다. 조선인민군 제4사단과 제6사단은 광범위한 우회 기동으로 남쪽으로 진격했다. 이 두 사단은 UN군의 좌익을 에워싸려 했지만, 그 과정에서 병력이 매우 분산되었다. 그들은 장갑차와 우세한 병력으로 UN군 진지를 공격하여 UN군을 계속 후퇴시켰다.
UN군은 여러 차례 후퇴한 끝에야 남부 지역에서의 일련의 교전에서 조선인민군의 진격을 마침내 저지했다. 7월 27일 하동에서 새로 도착한 제29보병연대 제3대대 병력이 조선인민군의 기습 매복 공격으로 전멸당했으며, 부산 지역으로 가는 통로가 열렸다. 곧이어 조선인민군은 서쪽의 진주를 점령하며 미 제19보병연대를 후퇴시켰고, 부산으로 가는 길을 더 많은 조선인민군의 공격에 노출시켰다. 이후 미군은 8월 2일 노치 전투에서 조선인민군을 격파하고 후퇴시키는 데 성공했다. 계속되는 손실을 입은 서쪽의 조선인민군 병력은 며칠 동안 재정비를 위해 후퇴했다. 이는 양측 모두에게 부산 방어선 공격을 준비할 시간을 주었다.

### 낙동강 돌출부
낙동강이 동쪽으로 꺾여 남강과 합류하는 지점에서 북쪽으로 약 7 마일 (11 km) 지점에, 낙동강은 영산 맞은편에서 넓은 반원형으로 서쪽으로 굽이친다. 대부분의 구간에서 낙동강은 폭 약 400 미터 (1,300 ft), 깊이 약 6 피트 (1.8 m)로, 보병이 약간의 어려움만으로도 걸어서 건널 수 있지만, 차량은 도움 없이는 건널 수 없다. 이 방어선은 제24보병사단이 고지대에 배치한 관측소 네트워크로 방어되고 있었다. 예비 병력은 조선인민군의 어떤 도하 시도에도 반격할 준비가 되어 있었다. 포병 및 박격포 부대도 배치되어 어떤 지점에도 대량의 화력을 집중할 수 있었다. 사단은 병력이 부족한 상태에서 극도로 넓게 분산되어 있어 매우 얇은 방어선을 형성하고 있었다.

## 전투

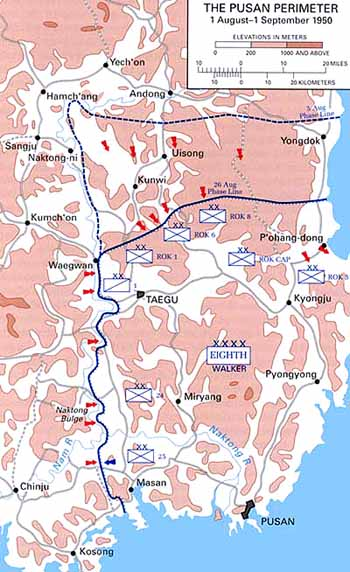
1950년 8월 부산 방어선의 전술 지도. 제24보병사단은 서부 전선에 위치했다.

소장 존 H. 처치가 지휘하는 미 제24보병사단은 낙동강을 따라 약 16 마일 (26 km) 길이의 지역을 점령하고 있었다. 제34보병연대는 영산 서쪽 남쪽 절반을 점령했고, 제21보병연대는 창녕 서쪽 북쪽 절반을 점령했다. 한편, 제19보병연대는 전선 후방에서 재정비 중이었다. 총체적으로 제24사단과 지원 부대는 8월 5일 기준으로 14,540명의 병력을 보유하고 있었다.
제24보병사단에 대항하는 조선인민군 제4사단은 리권무 소장의 지휘를 받았다. 리와 그의 사단은 제1차 서울 전투를 포함하여 전쟁 초기의 활약으로 높은 훈장을 받았다. 8월 4일까지 제4사단은 모든 연대를 협천 부근에 집결시켰다. 각 보병 연대에 1,500명씩 약 7,000명의 병력을 보유했다.

### 북한의 공격
8월 5일에서 6일 밤 자정, 조선인민군 제16연대 제3대대 병력 800명이 부공리 남쪽, 영산 서쪽 3.5 마일 (5.6 km) 지점의 오항 나루터에서 머리 위로 가벼운 무기와 보급품을 들거나 뗏목을 이용하여 강을 건넜다. 두 번째 병력은 더 북쪽으로 강을 건너려 했으나 기관총과 포격을 맞아 혼란에 빠져 후퇴했다. 8월 6일 02:00, 조선인민군은 제34보병연대 제3대대 병력과 교전을 시작했으며, 작은 전투 후 전진하여 영산으로 가는 방어선을 돌파하려 했다. 조선인민군 보병은 제3대대를 후퇴시켰고, 이들은 지휘소를 버리고 진지를 통합했다. 미군 지휘관들은 조선인민군이 더 북쪽에서 강을 건널 것으로 예상했기 때문에 이 공격은 미군에게 불의의 기습이었다. 상륙은 미군 전선을 분열시키고 북쪽 진지로 가는 보급선을 방해할 위험이 있었다. 그 결과, 조선인민군은 많은 양의 미군 장비를 노획할 수 있었다.

### 미군의 반격
제34보병연대 본부는 제1대대에 조선인민군에 대한 반격을 명령했다. 제1대대가 제3대대 옛 지휘소에 도착했을 때, 고지대에 있던 조선인민군 병력의 매복 공격을 받았다. 가장 먼저 도착한 C중대는 50% 이상의 사상자를 냈다. A중대와 B중대는 전차와 장갑차로 반격하여 결국 고립된 C중대를 구출했다. 약 20:00경, A중대는 강변에 주둔하고 있던 제3대대 L중대와 접촉하여, 조선인민군이 영산-낙동강 도로 북쪽으로 클로버리프 고지까지 동쪽으로 3 마일 (4.8 km) 돌파했지만, 아직 도로 남쪽 오봉산 능선으로는 건너지 않았다고 무전 보고했다. 조선인민군은 낙동강 동쪽으로 3 마일 (4.8 km), 영산으로 절반 가까이 침투해 있었다.
제34연대의 여러 부대가 북쪽으로 후퇴하여 제21보병연대 진지로 들어갔으나, 처치 장군은 이들을 돌려세웠다. 그는 또한 제19보병연대에 제34보병연대의 북쪽 측면을 따라 서쪽으로 반격하여 조선인민군에 대항하도록 명령했다. 제24보병연대가 강에 더 가까운 곳에서 격퇴되었지만, 1 마일 (1.6 km) 내륙에서 제19보병연대가 마을에 약 300명의 조선인민군을 포위하여 대부분을 사살했다.
제34보병연대 제1대대는 영산으로 향하는 조선인민군의 진격을 막아냈고, 제19보병연대는 이를 격퇴하고 상당한 사상자를 입혔다. 그러나 8월 6일 저녁까지 조선인민군은 자신들의 교두보를 확고히 유지했다. 그날 밤 남쪽으로 시도된 도하는 국군에 의해 격퇴되었지만, 8월 6-7일 밤에 미상 수의 증원군이 강을 건너 이동했다. 8월 7-8일, 조선인민군은 강 북쪽으로 두 개 대대를 더 이동시키려 했지만, 여전히 제자리에 있던 제21보병연대에 의해 격퇴되었다. 조선인민군 대대들은 대신 교두보로 남쪽으로 이동하여 강을 건넜다. 8월 8일까지, 약 1개의 조선인민군 연대가 낙동강을 건넜다고 추정되었다.

### 반격
미군의 반격은 8월 7일 아침까지 계속되었지만, 더운 날씨와 식량 및 물 부족으로 인해 진격은 더디게 이루어졌다. 조선인민군은 계속 전진하여 돌출부 지역의 주요 도로를 가로지르는 중요한 지형인 클로버리프 고지와 오봉산을 다시 점령할 수 있었다. 그날 16:00, 한국에 새로 도착한 제2보병사단의 제9보병연대가 이 지역으로 파견되었다. 처치 장군은 즉시 제9보병연대에 돌출부의 조선인민군 돌출부를 공격하라고 명령했다. 제9보병연대는 신선하고 장비가 잘 갖추어져 있었다. 그들은 또한 경험이 부족했으며, 많은 수가 예비군이었다. 끈질긴 공격에도 불구하고, 제9보병연대는 클로버리프 고지의 일부만 겨우 탈환할 수 있었으며, 격렬한 전투로 인해 더 이상 진격할 수 없었다.
조선인민군은 교두보에 인접한 강변 고지대에서 제34보병연대 진지를 상대로 전진하기 시작했다. 8월 7일, A중대는 협동 공격으로 고지대에서 북쪽으로 밀려났고, 막대한 사상자를 입었다. 남쪽의 K중대도 공격받았지만, 8월 10일 L중대의 지원을 받아 방어선을 유지했다. 전투는 며칠 동안 계속되어 양측이 낙동강을 따라 고지대를 점령하고 재점령하며 막대한 사상자를 냈지만, 어느 쪽도 상대방에 대한 결정적인 우위를 점하지 못했다.

### 힐 특수임무부대
조선인민군 교두보를 파괴하기 위해 처치 장군은 제9보병연대를 중심으로 대규모 병력을 집결시켰다. 힐 특수임무부대(Task Force Hill)라 불린 이 병력은 제9, 19, 34보병연대와 제21보병연대 제1대대, 그리고 지원 포병 및 기타 부속 부대로 구성되었다. 이 부대는 8월 11일 조선인민군을 강 동쪽 강둑에서 몰아내는 임무를 맡았다. 이 특수임무부대의 지휘관은 제9보병연대장인 존 G. 힐 대령이었다.
한편, 조선인민군 제4사단은 8월 10일에 첫 번째로 완성된 모래주머니, 통나무, 돌 등으로 된 수중 교량을 건설했다. 제4사단은 이를 이용해 트럭과 중포, 추가 보병 및 일부 전차를 강 건너로 이동시켰다. 8월 10일 아침까지, 약 2개의 조선인민군 연대가 강을 건너 요새화된 진지를 점령하고 있었다. 보급품은 계속 뗏목을 통해 흘러들어왔다. 힐 특수임무부대는 공격을 개시했지만, 새로 설치된 포병대 때문에 또다시 진전하지 못했다. 빠르게 공격하라는 지시는 곧 방어선을 구축하고 진지를 고수하라는 지시로 바뀌었고, 밤이 되자 조선인민군 제4사단 전체가 강을 건너갔다. 8월 10일, 조선인민군 제4사단의 일부 병력은 남쪽으로 이동하여 힐 특수임무부대의 측면을 공격하기 시작했다. 다음 날, 흩어진 조선인민군 병력은 영산을 공격했다. 조선인민군은 미군 병사들이 휴식 중이고 저항하기 더 어려운 밤에 반복적으로 공격했다.

### 증원군
8월 12일, 제8군 사령관 월턴 워커 장군은 제25보병사단의 제27보병연대 일부를 파견하여 제25사단 작전 구역에서 북쪽으로 공격해 영산으로 진입하는 조선인민군 제4사단 병력을 격퇴하도록 했다. 동시에 처치 장군은 가능한 모든 전투근무지원 병력을 모아 전투 부대를 편성하여, 영산에서 도로에 바리케이드를 설치하고 있던 조선인민군의 추가 침투를 저지했다.

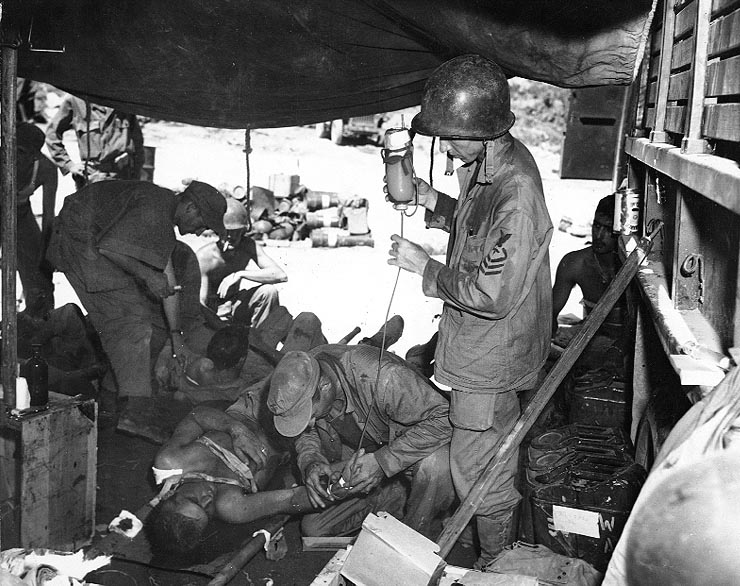
8월 17일, 미 해병대원이 전선에서 부상자를 치료하고 있다.

추가 증원군이 계속 투입되었다. 나머지 제27보병연대가 이동했으며, 제2보병사단의 제23보병연대 소속 1개 대대도 투입되었다. 이들은 조선인민군 침투 병력을 영산 밖으로 밀어내고, 그들이 굳건히 점령하고 있던 클로버리프 고지 진지로 되돌려 보냈다. 8월 14일, 포격 이후 힐 특수임무부대는 이 진지들을 직접 공격했다. 전투는 하루 종일 격렬한 공방전으로 계속되었으며, 이미 크게 줄어든 양측 병력은 막대한 사상자를 냈다. 그러나 힐 특수임무부대의 두 번째 공격도 첫 번째 공격만큼이나 실패로 끝났다. 이 전투에서 장교들의 사상자가 많았고, 이로 인한 혼란으로 인해 전투에 참여한 대부분의 부대가 대규모 작전을 조율하기 어려웠다. 8월 15일에는 조선인민군 제4사단과 힐 특수임무부대 모두 전투에서 우위를 점하지 못하면서 소모전이 되었으며, 여러 차례 백병전이 벌어지기도 했다. 사상자가 늘어나자 좌절한 워커 장군은 5,000명의 병력을 가진 제1임시해병여단을 이 지역으로 보내 전세를 뒤집도록 명령했다. 여단은 미 제25보병사단이 반격 작전을 수행하고 있던 마산 지역에서 이동했다.
한편, 조선인민군 제4사단은 식량, 장비, 탄약, 무기 부족으로 심각한 보급 차질을 겪고 있었다. 늘어나는 손실을 메우기 위해 지역 한국 마을에서 징집병들이 투입되었다. 사단 내에는 부상자에 대한 조치도 거의 없었으며, 조선인민군 병력은 이러한 압박으로 인해 붕괴하기 시작했다. 그럼에도 불구하고 사단의 사기는 비교적 높게 유지되었고 리 장군은 철수를 거부했다.

### 교두보 파괴

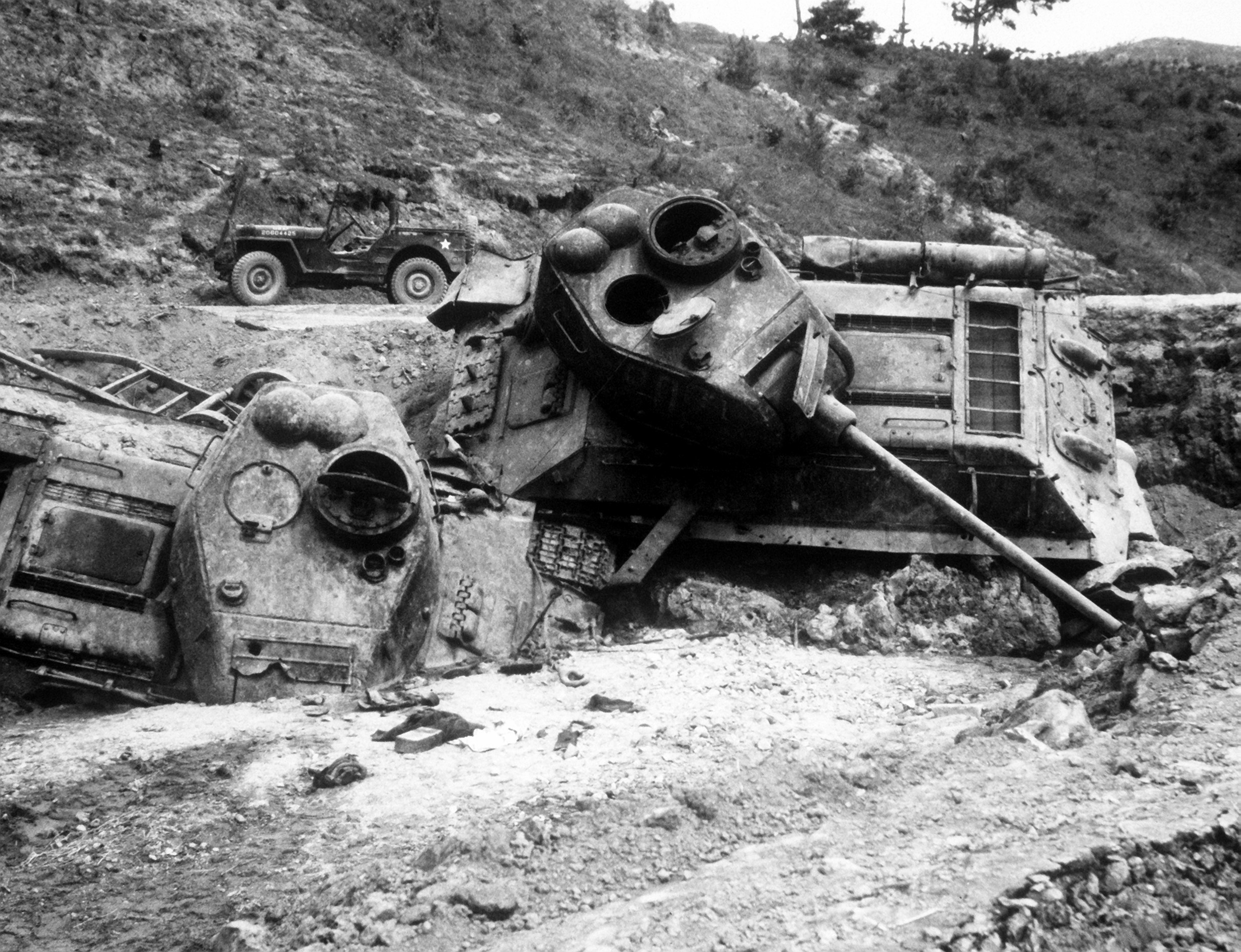
왜관 근처에서 미 공군 폭격으로 파괴된 북한 T-34 전차.

제1임시해병여단은 힐 특수임무부대와 협력하여 8월 17일 클로버리프 고지와 오봉리에 대규모 공격을 감행했다. 공격은 8월 17일 08:00에 시작되었으며, 미군은 포병, 박격포, M26 퍼싱 전차, 항공 지원 등 모든 중화기를 조선인민군 진지에 쏟아부었다.
처음에 끈질긴 조선인민군의 방어는 해병대의 진격을 막았지만, 해병대는 클로버리프 고지를 포격으로 휩쓸었다. 강력한 간접 사격으로 조선인민군은 진지에서 밀려났고, 해병대와 힐 특수임무부대는 결국 하나씩 고지를 점령하며 그들을 압도했다. 해병대는 먼저 오봉리에 접근하여 항공 지원과 미군 전차의 포격으로 경사면의 저항을 파괴했지만, 강력한 저항으로 막대한 사상자를 내고 후퇴해야 했다. 고지를 장악하고 있던 조선인민군 제18연대는 해병대를 밀어내기 위해 치명적인 반격을 감행했다. 보급을 차단하고 기습에 의존하는 사단의 전술은 이때까지 많은 성공을 가져왔지만, 미군의 압도적인 수적 우위 앞에서 실패했다.
8월 18일 밤이 되자 조선인민군 제4사단은 전멸했다. 전투 중에 엄청난 수의 탈영병으로 병력이 약화되었지만, 그때까지 오봉리와 클로버리프 고지는 미군에 의해 재탈환되었다. 흩어진 조선인민군 병사들은 미군 항공기와 포병의 추격을 받으며 낙동강을 건너 달아났다. 다음 날, 제4사단의 잔존 병력은 강을 건너 철수했다. 급한 후퇴 중에 그들은 많은 포병 장비와 기타 장비를 남겨두었으며, 미군은 나중에 이를 활용했다.

## 여파
이 전투는 양측 모두에게 막대한 사상자를 냈다. 전투가 끝날 무렵, 조선인민군 제4사단은 완전히 파괴되어 각 연대별로 300~400명만이 남았다. 원래 7,000명의 병력 중 사단은 이제 3,500명으로 줄어들었고, 사망자는 1,200명이 넘었다. 전투 중 수천 명의 사단 구성원이 탈영했다. 이들 대부분은 강제 징집된 남한 민간인이었다. 제4사단은 전쟁이 훨씬 나중에야 회복될 수 있었다. 이 전투는 조선인민군에게 전쟁의 새로운 단계를 의미했다. 수적 우위는 사라졌고, 미군 부대의 보급선과 후방 부대를 공격하는 전략은 압도적인 병력 없이는 더 이상 효과적이지 않았다. 또한, T-34 전차가 한때 제공했던 이점도 사라졌다. 미군 부대는 이제 효과적인 대전차 무기와 더 많은 수의 자체 전차로 잘 무장되었다. 이후 제4사단의 모든 T-34 전차는 큰 피해를 입히기도 전에 빠르게 격파되었다.
제9보병연대와 지원 부대는 사망 57명, 부상 106명, 포로 2명, 실종 13명으로 총 180명의 사상자를 냈다. 제21보병연대는 사망 30명, 부상 70명, 제19보병연대는 약 450명, 제34보병연대는 약 400명의 사상자를 냈다. 제27보병연대는 약 150명을 보고했다. 제1임시여단은 해병대원 사망 66명, 부상 278명, 실종 1명을 보고했다. 총체적으로 미군은 이 전투에서 약 1,800명의 사상자를 냈으며, 그 중 약 3분의 1이 사망했다.
낙동강 돌출부 전투뿐만 아니라 부산 교두보와 대구 전투를 따라 일어난 다른 전투들을 기념하기 위해 대한민국 정부는 1979년에 분쟁이 일어난 강변에 낙동강 승전 기념관을 건립했으며, 여기에는 한국 전쟁 유물과 전쟁 중 사망한 이들을 위한 기념비가 포함되어 있다.

## 같이 보기
- 제2차 낙동강 돌출부 전투
- 303고지 학살

### 인용
1. ↑  Varhola 2000, 3쪽
2. 1 2  Alexander 2003, 52쪽
3. ↑  Catchpole 2001, 15쪽
4. 1 2  Varhola 2000, 4쪽
5. ↑  Alexander 2003, 90쪽
6. ↑  Alexander 2003, 105쪽
7. ↑  Fehrenbach 2001, 103쪽
8. ↑  Appleman 1998, 222쪽
9. ↑  Appleman 1998, 221쪽
10. ↑  Alexander 2003, 114쪽
11. ↑  Catchpole 2001, 24쪽
12. 1 2  Catchpole 2001, 25쪽
13. ↑  Appleman 1998, 247쪽
14. ↑  Fehrenbach 2001, 119쪽
15. ↑  Alexander 2003, 135쪽
16. 1 2  Appleman 1998, 290쪽
17. ↑  Fehrenbach 2001, 120쪽
18. ↑  Appleman 1998, 291쪽
19. ↑  Appleman 1998, 264쪽
20. ↑  Alexander 2003, 134쪽
21. 1 2 3 4  Fehrenbach 2001, 121쪽
22. 1 2  Appleman 1998, 293쪽
23. 1 2 3 4 5 6  Gugeler 2005, 30쪽
24. ↑  Appleman 1998, 294쪽
25. 1 2 3  Alexander 2003, 136쪽
26. ↑  Appleman 1998, 295쪽
27. ↑  Appleman 1998, 296쪽
28. 1 2  Appleman 1998, 297쪽
29. 1 2  Appleman 1998, 298쪽
30. ↑  Appleman 1998, 299쪽
31. ↑  Fehrenbach 2001, 122쪽
32. 1 2  Appleman 1998, 300쪽
33. 1 2 3  Appleman 1998, 301쪽
34. ↑  Fehrenbach 2001, 124쪽
35. 1 2  Gugeler 2005, 31쪽
36. ↑  Appleman 1998, 302쪽
37. 1 2  Catchpole 2001, 26쪽
38. 1 2  Alexander 2003, 137쪽
39. ↑  Appleman 1998, 303쪽
40. ↑  Appleman 1998, 304쪽
41. ↑  Fehrenbach 2001, 123쪽
42. ↑  Appleman 1998, 305쪽
43. ↑  Gugeler 2005, 35쪽
44. ↑  Fehrenbach 2001, 125쪽
45. ↑  Fehrenbach 2001, 126쪽
46. ↑  Appleman 1998, 307쪽
47. ↑  Fehrenbach 2001, 127쪽
48. ↑  Alexander 2003, 138쪽
49. ↑  Appleman 1998, 128쪽
50. ↑  Fehrenbach 2001, 130쪽
51. ↑  Appleman 1998, 312쪽
52. ↑  Appleman 1998, 313쪽
53. ↑  Appleman 1998, 314쪽
54. ↑  Fehrenbach 2001, 132쪽
55. 1 2 3  Fehrenbach 2001, 134쪽
56. ↑  Alexander 2003, 139쪽
57. ↑  Appleman 1998, 317쪽
58. 1 2  Catchpole 2001, 27쪽
59. ↑  Alexander 2003, 140쪽
60. ↑  Appleman 1998, 318쪽
61. ↑  Alexander 2003, 141쪽
62. ↑  Ecker 2004, 20쪽
63. 1 2  Ecker 2004, 26쪽
64. ↑  Ecker 2004, 29쪽
65. ↑  “낙동강 전투 기념관”. 대구광역시. 2010년 7월 10일에 확인함.